# Mosaprida

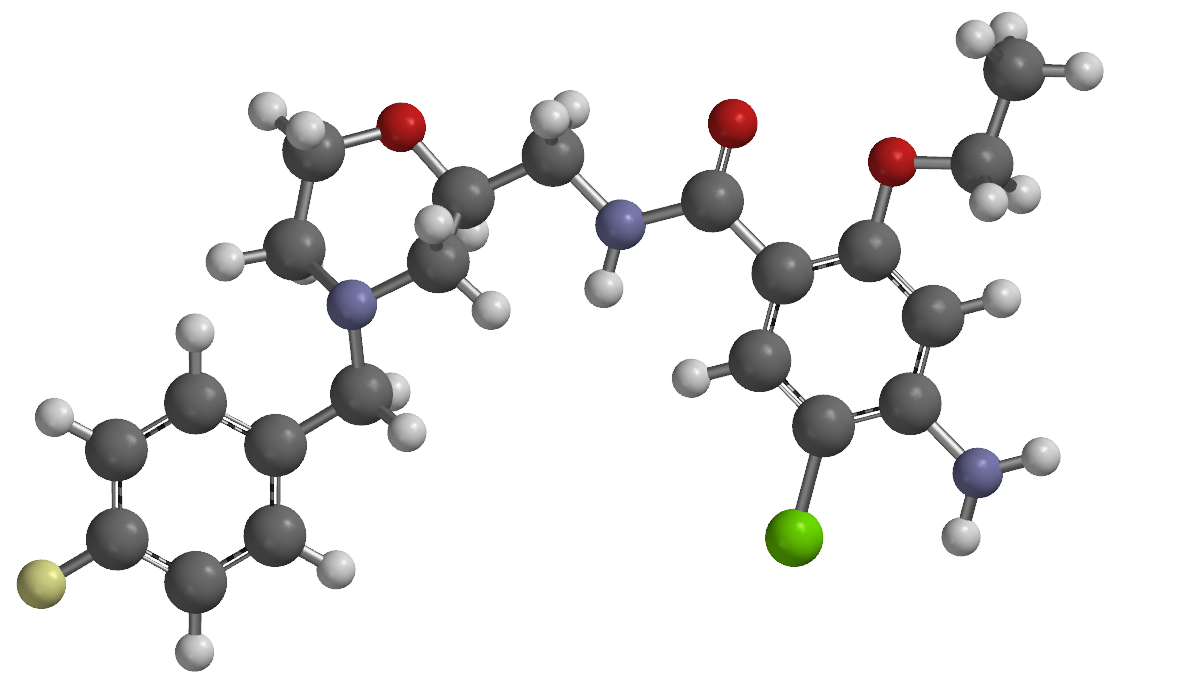
la molécula C21H25ClFN3O3 Mosapride es un fármaco procinético

Mosapride  es un fármaco procinético cuyo mecanismo de acción es realizar un efecto agonista selectivo de los receptores 5-HT4 que estimulan la liberación de acetilcolina a nivel del plexo mientérico gastrointestinal, sin acción aparente a nivel del SNC, lo que incrementa la motilidad del esófago, estómago e intestino delgado acelerando el vaciamiento gástrico, con más del 80% de respuestas clínicas favorables en dispepsia funcional, y con un amplio perfil de seguridad, especialmente a nivel cardiovascular
- Datos: Q68566
- Multimedia: Mosapride / Q68566